# Israel Wood Powell
Israel Wood Powell (* 27. April 1836 in Colborne, Norfolk County in Oberkanada; † 25. Februar 1915 in Victoria) war ein britischer Arzt, Politiker, Indian superintendent und Unternehmer in British Columbia.

## Leben

### Herkunft und Ausbildung
Israel W. Powell wurde 1836 im oberkanadischen Colborne als Sohn seines gleichnamigen Vaters und seiner Frau Melinda Boss geboren. Der Vater war Händler, der Bruder Walker Powell war von 1857 bis 1861 Mitglied in der Legislative Assembly of the Province of Canada, dem Parlament der britischen Provinz Kanada.
Israel Wood Powell wurde drei Jahre lang in Port Dover von Dr. Charles William Covernton in Anatomie und Physiologie unterrichtet und immatrikulierte sich 1856 in der medizinischen Fakultät des McGill Colleges in Montreal. Nach Abschluss seines Studiums kehrte er nach Port Dover zurück, wo er eine Arztpraxis eröffnete. Am McGill war er Freimaurer geworden, und in Port Dover gründete er eine Loge.

### British Columbia, Freimaurer, Aufstieg zum Großmeister
Bereits nach kaum zwei Jahren wollte er nach Neuseeland auswandern, wovon ihn jedoch Gerüchte von Goldfunden im Cariboo-Distrikt in British Columbia abhielten. Der Cariboo-Goldrausch zog ihn zunächst nach Victoria, wo er am 13. Mai 1862 ankam. Zwei Wochen später eröffnete er eine Praxis im Anglo-American Hotel, wozu er wahrscheinlich seine Freimaurerkontakte nutzte. Er diente als surgeon in der Feuerwehr und in der örtlichen Miliz, dem Victoria Rifle Volunteer Corps. Im April 1864 nahm er seine Arbeit im Krankenhaus der Französischen Gesellschaft für Wohlfahrt und gegenseitige Unterstützung, die Société française de bienfaisance et de secours mutuels, auf.
In der Freimaurerloge traf er auf zahlreiche Amerikaner, die mit den englischen Ritualen, die eingeführt worden waren, nicht einverstanden waren. Powell strebte eine Verbindung mit der Großloge von Schottland an, die amerikanische Riten bevorzugte. So wurde er bereits im Oktober 1862 einer der Gründer der Vancouver Lodge No. 421. Im Dezember wurde er ihr Meister, 1867 der Großmeister der Provinz. Am 25. Januar 1865 heiratete er Jane (Jennie) Branks, die fünf Söhne und vier Töchter zur Welt brachte.
Von 1871 bis 1875 gelang es Powell, der erste Großmeister der Grand Lodge of British Columbia zu werden, die die Logen unter englischer und schottischer Jurisdiktion verband. Allerdings verließ er die Loge 1877, nachdem ihm von einem Logenmitglied Unrecht getan worden war. Erst wenige Monate vor seinem Tod trat er ihr wieder bei.

### Politische Karriere
1863 wurde er in das House of Assembly of Vancouver Island gewählt. Die Gruppe, die ihn aufgestellt hatte, stand für responsible government, also die Berücksichtigung kolonialer Interessen auch gegen britische, sowie freie und öffentliche Schulen. Dem General Board of Education, das 1865 gegründet wurde, saß Powell als chairman vom 22. Juni 1867 bis April 1869 vor.
1866 sprach sich Powell, zusammen mit Amor De Cosmos, für den Anschluss an das in Gründung befindliche Kanada aus. Powell verlor daraufhin seinen Sitz und scheiterte auch in den Wahlen von 1868. Dennoch unterstützte er weiterhin den Anschluss an Kanada.

### Superintendent of Indian affairs
Als Dank für seine Unterstützung wurde er am 17. Oktober 1872 zum Superintendent of Indian affairs in British Columbia ernannt. Da man gewillt war, gegen indigenen Widerstand auch militärisch vorzugehen, wurde er zugleich Lieutenant-Colonel in der Miliz.
Im Gegensatz zu Joseph William Trutch unterstützte Powell die Ansprüche der Indianer auf Land, solange sie seinen Vorstellungen von Assimilation nicht im Wege standen. Daher kritisierte er die Politik der Regierung, die den Indianern möglichst viel Land vorenthalten wollte, und selbst Wasserrechte entzog. Powell setzte sich für Reservate ein, in denen zumindest ein Überleben möglich war. Andererseits untergrub er ihren Landerwerb und bekämpfte ihre zentrale rituelle Versammlung, den Potlatch. So konnte er 1884 eine Veränderung des Indian Act durchsetzen, die das Abhalten dieser Feierlichkeiten unter Strafe stellte, ein Verbot, das bis 1951 galt. Powell war die Brisanz dieser Entscheidung bewusst, und so wies er seine Indianeragenten an, die Indianer eher zu entmutigen, als massiv gegen die Feiern vorzugehen.
1887 kam es zwischen Colonel James Baker und den Ktunaxa zu Meinungsverschiedenheiten um ein Gebiet, auf dem heute der Ort Cranbrook steht, und der ein wichtiger Versammlungsplatz der Ktunaxa war. Die Siedler fürchteten einen Aufstand und riefen die North-West Mounted Police um Hilfe an, die 75 Mann schickte. Ihr Führer Sam Steele stellte fest, dass 1884 zwei Häuptlingssöhne wegen Mordverdachts verhaftet worden waren. Daraufhin hatte der Vater zusammen mit mehreren Kriegern die Gefangenen aus dem Gefängnis befreit. Steele ließ den Mordfall untersuchen, die Männer wurden freigesprochen.
Nachdem sich Powells Gesundheitszustand verschlechtert hatte, trat er 1889 von seinem Amt zurück. Während dieser Zeit hatte er zahlreiche Artefakte für sich und für Museen und Sammler gekauft und gesammelt. So schickte er für Alfred Richard Cecil Selwyn vom Geological Survey of Victoria (heute GeoScience Victoria) in Australien etwa 150 Werkzeuge und Masken, vor allem von Haida und Tsimshian. Sie wurden der Kern der Sammlung des Victoria Memorial Museum (heute Canadian Museum of Nature) in Ottawa. Auch schickte er Schädel der „Flathead“ (Plattköpfe) an das Museum der University of Toronto und Masken an Prinzessin Louise, die Frau des Governor General Lord Lorne [Campbell]. Er wiederum verschenkte eine dieser Masken an die Kronprinzessin von Preußen. 1882 wurden zahlreiche seiner Objekte in New York ausgestellt. 1885 versandte er die letzte Ladung, die Sammlung umfasste 791 Objekte. Außerdem profitierte Powell von seinen Verbindungen, die er für Sammler spielen ließ, die ab etwa 1885 in den Nordwesten kamen und die die Preise in die Höhe trieben. Powells größte Beute war ein Kanu, das er für ein Haidakanu hielt. Es maß 64,5 Fuß, und es war in der Lage rund 100 Mann zu tragen. Es war bei Port Essington am Skeena River gefertigt worden. Es erreichte New York 1883.
Schon 1873 wurden 15.000 Acre illegal erworbenen Landes (Lot 450), das den Sliammon gehörte, an R. P. Rithet vergeben, einen engen Mitarbeiter Powells. Das Gebiet erstreckt sich vom heutigen Grief Point bis Sliammon. Damit wurden den Sliammon drei dauerhaft bewohnte Dörfer und zahlreiche Saisonsiedlungen enteignet. 1879 erhielten sie ein winziges Reservat zu je 20 ha pro Familie (kanadischer Durchschnitt: 80). Commissioner Gilbert M. Sproat (seit 1875) wurde 1880 wegen zu großzügiger Landvergabe attackiert, insbesondere von Powell.

### Bodenspekulant
Powell war einer derjenigen, die erwarteten, dass Coal Harbour der Endbahnhof der transkontinentalen Eisenbahn werden würde. So kaufte er 1877 zusammen mit anderen Spekulanten 330 Acre Land mitten im späteren Vancouver. Gleichzeitig war er Mitglied in der Vancouver Improvement Company, zu der auch Charles Thomas Dupont (1837–1923), Isaac und David Oppenheimer (1888–91 Bürgermeister von Vancouver) sowie John Robson gehörten, der spätere Premierminister von British Columbia (1889–92). Diese Clique stand schon vor dem Anschluss an Kanada in Gegensatz zu den Befürwortern Victorias als Hauptstadt und den Parteigängern des Gouverneurs James Douglas. Zusammen mit politischen Freunden gelang es der Gruppe durchzusetzen, dass der Endbahnhof der Canadian Pacific Railway auf ihrem Land errichtet wurde.
Als der Medical Act 1886 verabschiedet wurde, wurde Powell zum ersten Präsidenten des Medical Council of British Columbia gewählt. Parallel dazu setzte er sich für eine Provinzuniversität ein, und er wurde 1890 zum ersten Kanzler der University of British Columbia ernannt, noch bevor die Universität überhaupt gegründet worden war. Die Rivalität zwischen Victoria auf Vancouver Island und den Festlandsstätten ließ das Projekt jedoch platzen.
1890 verkaufte Powell seine Anteile an der Vancouver Improvement Company. Bei seinem Tod besaß er Anteile an Farmen in den Tälern des Fraser River, des Cowichan River und auf der Saanich-Halbinsel. Darüber hinaus besaß er Anteile am Hotel Wilson in Victoria sowie Grundstücke und Gebäude in Vancouver und in North Vancouver.
Nach ihm sind verschiedene Orte, unter ihnen Powell River benannt.